# Sdružení obcí Kutnohorský venkov
Sdružení obcí Kutnohorský venkov je dobrovolný svazek obcí podle zákona v okresu Kutná Hora, jeho sídlem jsou Chlístovice a jeho cílem je celkový rozvoj mikroregionu, ÚP, životního prostředí a cestovního ruchu. Sdružuje celkem 12 obcí a byl založen v roce 2001.

## Obce sdružené v mikroregionu
- Miskovice
- Suchdol
- Malešov
- Úmonín
- Chlístovice
- Nepoměřice
- Košice
- Černíny
- Rašovice
- Onomyšl
- Vidice
- Křesetice